# 子宮肌瘤
子宮肌瘤（uterine myoma，hysteromyoma）又称子宫平滑肌瘤（uterine leiomyoma），旧称子宫纤维样瘤（uterine fibroid），是子宫平滑肌组织增生而形成的良性肿瘤，其内含有少量纤维结缔组织，为女性生殖器官中最常见的良性肿瘤。
子宮肌瘤多见于30～50岁女性，常无症状；少数表现为阴道出血、腹部触及肿物及压迫症状等，是导致子宫切除术的主要原因之一。

## 症状
大多數得到此疾病的婦女沒有症狀，少數婦女會有經痛或經血過多的情形。如果子宮肌瘤壓迫到膀胱，則有可能會發生頻尿症；其他症狀還包括性交疼痛或下背痛，且病患可能會出現一至多種症狀。有時子宮肌瘤可能會導致不易懷孕，但這不常見。

## 分型
按肌瘤与子宫内膜、肌壁和浆膜的关系，分为：肌壁间肌瘤（intramural myoma）生長在肌壁內，浆膜下肌瘤（subserosal myoma）向子宮漿膜表面生長，黏膜下肌瘤（submucosal myoma）向子宮腔內生長，共三种；或是根据生长部位分为子宫体肌瘤（宫体肌瘤）和子宫颈肌瘤（宫颈肌瘤）二类。

## 组织病理
组织病理学表现为单克隆平滑肌细胞增生，并与其间少量结缔组织形成肿瘤。切面呈编织状或旋涡状结构，质硬，色灰白，与周围结缔组织界限清楚，形成假包膜。胶原沉积可导致显著透明变，钙化罕见，可伴有梗死性坏死。

## 病因及診斷
子宮肌瘤的確實發病機制尚不清楚。然而若家族中有子宮肌瘤病史，罹患機率也比較高，部份原因可能和荷爾蒙比例有關。 子宮肌瘤的風險因子包含肥胖症與攝食太多紅肉。檢查可以透過骨盆檢查或醫學影像來進行。

## 治療及預後

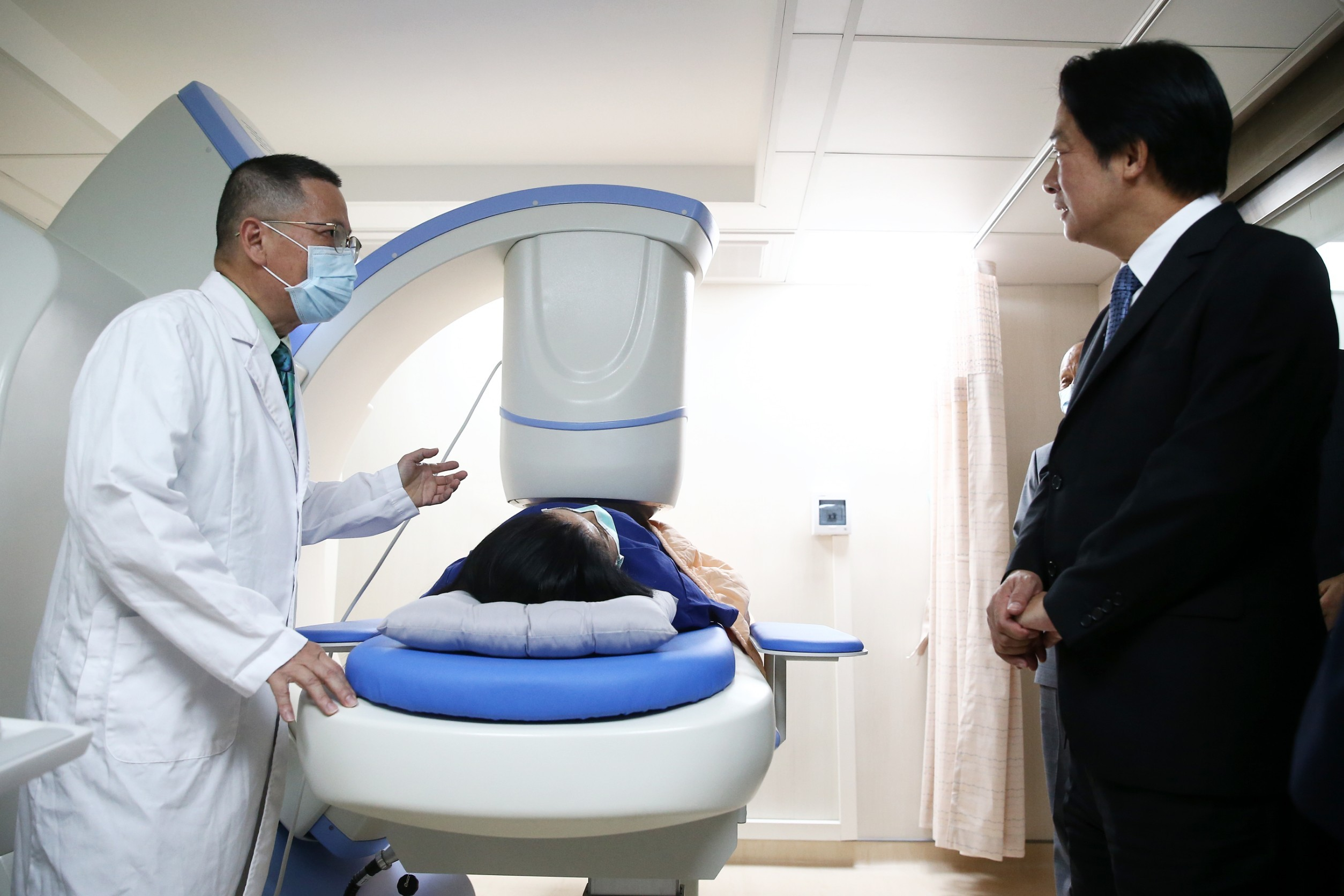
高强度聚焦超聲波／海扶（芙）刀治療中心

沒有症狀的子宮肌瘤一般是不需治療的。若有輕微症狀，可以用布洛芬或乙醯胺酚治療，若月經過多需補充鐵質。性腺激素釋放素抑制劑之類的藥物可能可以使肌瘤縮小，但價格昂貴且有副作用。若有較明顯的症狀，手術切除肌瘤甚至切除子宮會有幫助，可用傳統剖腹術式或腹腔鏡微創術式；也可以用子宫动脉栓塞术、經皮微波射頻消融治療，或是高強度聚焦超聲波技術（也稱海扶刀消融治療，HIFU）進行治療。隨著醫療技術的進步，單孔微創手術成為治療子宮肌瘤的一種新選擇。這種手術方法的主要好處是傷口小，僅需在肚臍處開一個約1到1.5公分的小傷口，這樣不僅減少了術後的疼痛，也提高了美觀性。
子宮平滑肌肉瘤是子宮肌瘤的癌症版本，但是非常少見，它們不像是由良性的子宮肌瘤轉變而來。

## 流行病學
約20%至80%的女性在50歲以前得過子宮肌瘤。在2013年估計有1.71億的女性得到子宮肌瘤。一般會在生育年齡的中期或末期出現，在停經後其尺寸會縮小。在美國，子宮肌瘤是子宮切除術的常見原因之一。

## 影响
子宫肌瘤不会成为顺利怀孕的障碍，多数情况下，长在子宫内壁的小型良性肿瘤不会影响怀孕。一般来说，4-5天的卧床休息和安全的止痛药可以减轻症状。

偶然的时候，子宫肌瘤也会引起一些并发症，例如胎盘早剥、早产、臀围分娩，但只要做好预防措施，这些风险就可以进一步降低。应该和医生讨论病情，如果医生觉得子宫肌瘤会影响到正常分娩，可能会建议选择剖宫产。通常，即便是较大的子宫肌瘤，也能随着怀孕的发展和子宫的增大为宝宝让出位置。
一般摘除小型的子宫肌瘤不会影响到以后怀孕，但是大型子宫肌瘤的广泛摘除术会使子宫变得脆弱，无法承受分娩，这时可能就会选择剖宫产。建议孕妇及家人熟知早产的征兆，以避免在预定手术之前就发生宫缩的情况。

## 外部連結
- NIH Fibroid Treatment Study: Information and NIH research